# The Jeffersons
"The Jeffersons" é o episódio número 117 da série de desenhos animados adultos South Park, transmitida pela Comedy Central. Foi ao ar originariamente em 21 de abril de 2004 e a história satiriza Michael Jackson. Foi a segunda vez na série que o personagem Kenny falou de forma inteligível e não usou seu tradicional casaco de capuz apertado.

## Enredo
O senhor Jefferson (um suposto Michael Jackson "disfarçado" com um imenso bigode que constantemente se descola de seu rosto) é um homem ágil, excêntrico e meio infantil que se muda para a antiga residência dos Donovans, acompanhado do filho Blanket. Quando os garotos de South Park chegam para conhecerem os novos vizinhos, eles encontram Blanket, que os deixa curiosos por usar uma máscara que encobre parcialmente seu rosto. Blanket diz não poder sair mas convida os garotos para sua casa. Os garotos acham que os Jeffersons são muito ricos, pois dentro da casa existem jogos arcades, parque infantil e um pequeno zoológico. Logo, todas as crianças da cidade começam a ir até a casa dos Jeffersons. Blanket conta a Kyle que ele não teve mãe pois foi criado em laboratório. Kyle fica preocupado com o menino, principalmente porque seu pai passa o tempo todo brincando com todas as crianças e parece não dar a devida atenção ao filho.    
Cartman defende o Senhor Jefferson pois o considera seu "melhor amigo", que o deixa usar livremente todos os brinquedos e diversões da casa. Na delegacia de polícia, surge uma denúncia de que uma família de negros ricos se mudou para South Park. O sargento Yates e seus homens suspeitam dos Jeffersons e por não admitirem negros ricos morando na cidade, imediatamente planejam prendê-los "plantando" falsas provas de crimes (eles se referem ao caso envolvendo o jogador de basqueteball Kobe Bryant).
À noite, o senhor Jefferson vai jantar na casa de Stan, vestido de Peter Pan. Cartman e Kyle acompanhado de Blanket também chegam. O senhor Jefferson diz que sua riqueza deve-se a ser um  "farmacêutico" aposentado.  Kyle conta a Stan que encontrara Blanket machucado e sozinho em seu jardim. Kyle e Stan pedem ao senhor Jefferson que retorne à casa dele, mas o homem se nega: ele e o filho dizem ter medo de fantasmas noturnos na casa. Com relutância, Stan concorda em dividir sua cama com Kyle, Blanket, Cartman e o senhor Jefferson. Deitados na cama, Cartman conta ao homem como ele o admira e os dois parecem que vão se beijar, quando Stan acorda de repente e percebe que isso fora apenas um sonho.
De manhã, Randy e Sharon Marsh (os pais de Stan) ficam assustados ao encontrarem o senhor Jefferson dormindo na cama do filho, mas ele suborna o casal com dinheiro e vai embora. Os Jeffersons voltam ao seu lar, que fora invadido pela polícia na noite anterior a fim de colocar provas incriminatórias contra o senhor Jefferson. Contudo, Yates se surpreende com a aparência de Jefferson e imediatamente suspende a operação, considerando ter havido algum erro pois o homem era "branco". 
Kyle e os garotos voltam a casa dos Jefferson e convidam Blanket a cortar madeira com eles. O senhor Jefferson se nega e começa a brincar com Blanket, balançando-o perigosamente na janela do andar superior da casa. Os garotos se assustam e Kyle acha que deve tirar Blanket da casa do pai. Blanket fica traumatizado e começa a chorar. Jefferson tenta acalmá-lo dizendo que irá "pegar o seu nariz". Blanket sorri e tenta fazer o mesmo, mas o nariz do pai se desprende do rosto quando o menino o toca.
O senhor Jefferson liga para o seu cirurgião plástico, reclamando que seu rosto está se desmanchando de novo. Enquanto isso, a polícia de Santa Barbara confirma que o senhor Jefferson tem antecedentes criminais, fazendo com que Yates retome o caso. Stan e Kyle disfarçam Kenny de Blanket e o colocam na casa, enquanto retiram o garoto dali. Jefferson, usando a roupa de Thriller e com o rosto desfigurado, interrompe a fuga e na sequência atira Kenny no teto, "matando-o". As crianças são resgatadas pela polícia. Com Jefferson preso, Cartman o defende por considerá-lo "atormentado". Kyle diz ao homem que ele precisa "crescer" e dar uma vida normal ao filho. Reconhecendo seus erros, Jefferson diz que doará sua fortuna e terá um emprego comum, dando a Blanket a chance de uma infância normal. A polícia concorda em liberar Jefferson alegando não haver razão para levar mais um "negro pobre" para a prisão. A seguir, todos cantam "The Power to Change".

## Repercussão
- Na resenha da Amazon.com, é dito que Michael Jackson do episódio 'The Jeffersons' "não foi mostrado como um molestador de crianças mas um pai infantil que precisa amadurecer."[2]
- A revista Maxim diz que o senhor Jefferson é um "Michael Jackson aberração".[3]